# 하이 테크

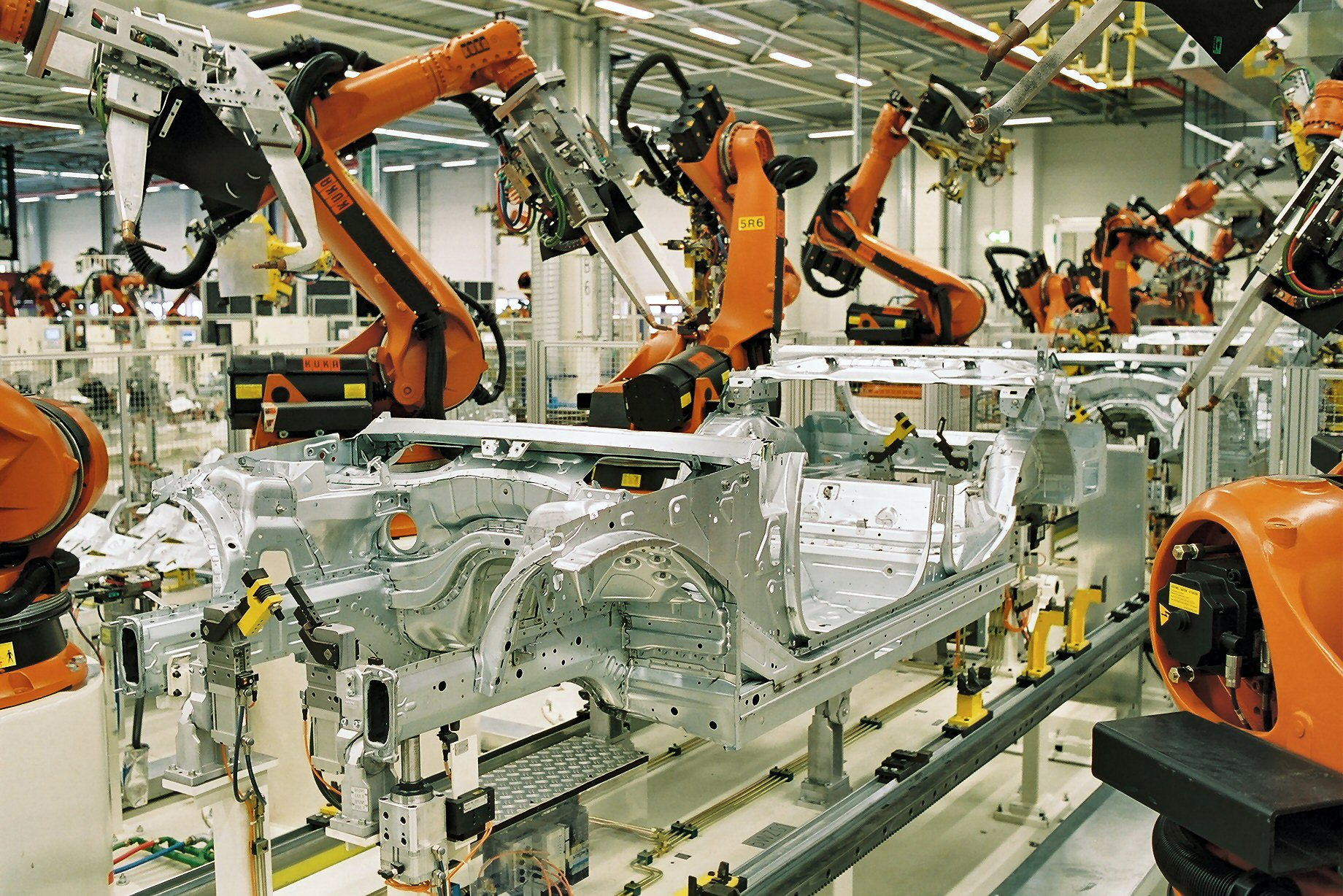
독일 라이프치히에 있는 산업용 로봇 기술을 이용한 자동차 BMW 공장

하이 테크(high tech)는 현재 이용할 수 있는 최첨단의 가장 앞선 기술을 말한다. 첨단기술(尖端技術) 또는 고기술(高技術)이라고도 한다. 하이 테크라는 기술에 구체적인 분류는 없고 시간이 지남에 따라 정의는 바뀔 수 있다.

## 경제
OECD는 하이테크를 다음과 같이 두 가지(분야 및 산업)로 분류하고 있다.

### 분야별 분류
- 항공우주
- 인공 지능
- 생명공학기술
- 컴퓨터 소프트웨어
- 전기공학
- 나노기술
- 핵물리학
- 로봇공학
- 원거리 통신

### 산업별 분류
상위 기술
- 제약
- 항공기 및 우주선
- 의학, 정밀 기구 및 광학 기구
- 라디오, 텔레비전, 통신 장비
- 오피스, 회계 및 계산 기기

하위 기술
- 전자 기기 및 기구
- 전동기 차량, 트레일러, 세미트레일러
- 철도 및 운송 장비
- 화학 제품
- 기기 및 장비

## 같이 보기
- 산업 디자인
- 정보 기술